# Roland Dalbiez
Roland Dalbiez (VII arrondissement di Parigi, 29 giugno 1893 – Rennes, 14 marzo 1976) è stato un filosofo francese, maestro di Paul Ricoeur e primo a introdurre in Francia la psicoanalisi di Sigmund Freud attraverso uno studio particolarmente completo.

## Biografia
Figlio del conte romano Denis Dalbiez, ufficiale dell'Armée de terre, e di Edith Churchill, nacque nel VII arrondissement di Parigi il 29 giugno 1893. Dopo essere stato ammesso all'Accademia navale, partecipò alla Prima guerra mondiale come ufficiale di marina finché una pleurite lo costrinse ad abbandonare la carriera militare. Iniziò allora a dedicarsi alla filosofia, ottenendo la licenza nel 1921 e il dottorato nel 1936. Insegnò all'Università di Rennes per tutto il resto della sua vita.
La sua ricerca si è concentrata sui confini e limiti reciproci esistenti tra biologia e metafisica. Insieme al professor Rémy Collin dell'Università di Nancy fondò la collana editoriale Cahiers de Philosophie de la Nature, edita dalla Vrin di Parigi, e pubblicò numerosi studi sull'evoluzionismo.
All'inizio degli anni '30 conobbe il filosofo neo-tomista Jacques Maritain che lo introdusse a Emmanuel Mounier e Maurice Merleau-Ponty. Fu Maritain a incoraggiare Roland Dalbiez a scrivere su Freud. Scrisse una tesi, che difese alla Sorbona e pubblicò lo stesso anno presso Desclée de Brouwer con il titolo La méthode psychanalytique et la doctrine freudienne ("Il metodo psicoanalitico e la dottrina freudiana). Il primo volume esponeva la dottrina freudiana, mentre il secondo ne era un'analisi critica.

## Il metodo psicoanalitico e la dottrina freudiana
Dalbiez insistette che il suo giudizio sul metodo freudiano non si basava solo sulla lettura dei testi, ma anche sulla propria testimonianza oculare: se gli scritti di Freud lasciavano perplessi, i fatti descritti al loro interno erano invece convincenti. Il giudizio generale che egli sostiene è che se la dottrina freudiana, ancor più quella dei freudiani, è inadeguata o addirittura errata sotto molti aspetti, iperbolica, spesso eccentrica e dogmatica, il metodo freudiano è tuttavia eccellente ed efficace, nella stessa misura in cui lo è l'ipnosi. Dalbiez critica Freud soprattutto per la mancanza di rigore filosofico e per essersi comportato come se ignorasse la nozione di prova sperimentale.
Tuttavia, riconobbe a Freud il merito di aver evidenziato l'importanza dell'inconscio nella mente umana e l'esistenza della sessualità infantile. L'aspetto centrale della sua tesi resta che è offensivo, da parte di Freud, considerare questa sessualità come perversa, per quanto polimorfa essa possa essere. A suo parere, la sessualità adulta è costruita a partire da una sessualità infantile certamente ancora disorganizzata ma non necessariamente deviata. Egli inciampa nella teoria della dinamica delle pulsioni parziali, rivolte ad un organo particolare e non ancora libidica, non cadendo in questo modo in una concezione quietista.
Nella Revue française de psychanalyse del 1936 il suo amico Édouard Pichon -mentore di Jacques Lacan, maestro di Françoise Dolto e teorico della scotomizzazione- compì una analisi e recensione dettagliata della sua tesi e la presenta come un passo cruciale per la psicoanalisi francese, fino ad affermare che il suo libro avrebbe dovuto convincere i filosofi più radicali che Il metodo psicoanalitico rappresentava un progresso certo, reale e duraturo nel campo della filosofia.
I volumi di Dalbiez esercitarono invece una scarsa influenza negli ambienti filosofici dell'epoca. Infatti, furono poco o per nulla menzionati nelle riviste di filosofia di quel periodo e, come nota Dalbiez stesso, suscitarono una certa ostilità alla Sorbona. Solo poco a poco essi furono considerati un contributo importante all'applicazione della filosofia alla psicoanalisi, soprattutto grazie all'opera del suo allievo Paul Ricoeur.